# Рейнел, Педру

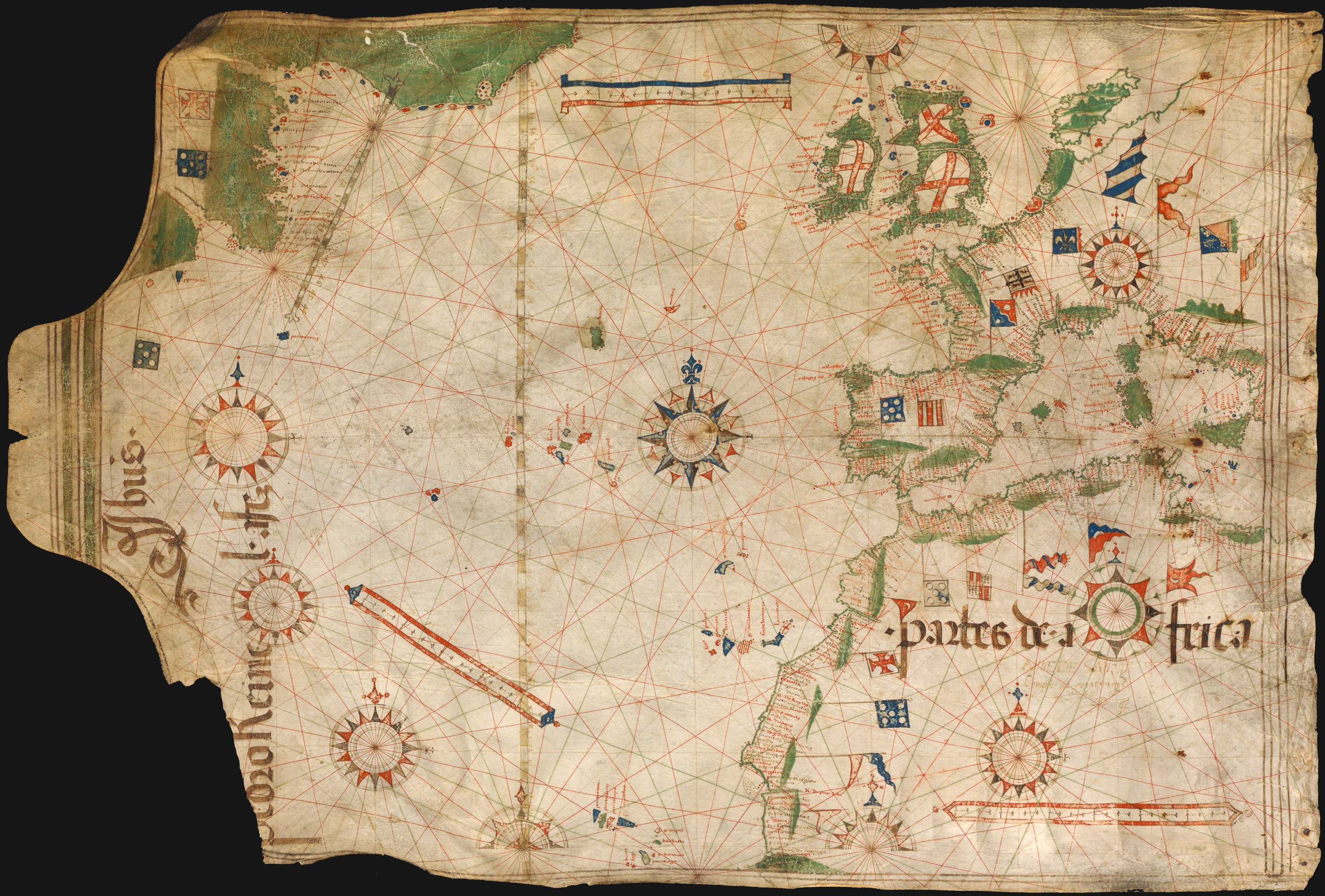
Карта 1504 года. Скан из Государственной Баварской библиотеки Мюнхена

Педру Рейнел (порт. Pedro Reinel, 1462—1542, годы жизни приблизительны) — португальский картограф конца XV — первой половины XVI века.
О жизни Рейнела известно мало. Его португальская навигационная карта — наиболее известная из подписанных карт подобного рода, датируется 1485 годом, где показано водное пространство и береговая линия Западной Европы и Северо-Западной Африки, где уже были отражены результаты последних путешествий Диогу Кана. В том же году им опубликована карта западного побережья Африки до устья реки Конго.
1504 годом датируется его карта, хранящаяся в настоящее время в Государственной Баварской библиотеке в Мюнхене, где впервые изображена широта и роза ветров, увенчанная Флёр-де-лис.
Совместно со своим сыном Жорже и Лопу Хомемом в 1519 году Педру участвовал в разработке знаменитого Атласа Миллера.
За заслуги перед Отечеством король Жуан III Благочестивый выделил Рейнелу 15000 риалов в год, гигантскую по тем временам сумму.